# More Songs About Buildings and Food
More Songs About Buildings and Food é o segundo álbum de estúdio da banda norte-americana de rock Talking Heads. Foi lançado em 14 de julho de 1978 pela Sire Records. Foi o primeiro de três trabalhos sequentes do grupo produzidos pelo músico Brian Eno, e viu a banda avançar para um estilo cada vez mais dançante, com uma entrega incomum do vocalista David Byrne e a nova ênfase na seção rítmica composta pela baixista Tina Weymouth e pelo baterista Chris Frantz.
Estabeleceu a banda como um sucesso da crítica musical, alcançando a 29ª posição na tabela musical de álbuns pop da Billboard nos Estados Unidos, e a 21ª posição na parada musical britânica de álbuns. O álbum contou com o primeiro single entre os trinta primeiros da banda, uma versão cover da canção "Take Me to the River" do cantor de R&B, Al Green.

## Título e capa
Em uma entrevista de 1979 para a revista Creem, Weymouth contou sobre o título do disco: Quando estávamos fazendo este álbum, lembrei-me dessa discussão estúpida que tivemos sobre os títulos (...) "Naquela época eu disse: 'Como vamos chamar um álbum em que (as canções são) apenas sobre prédios e comida?' E Chris respondeu, 'Você chamaria isso de 'mais canções sobre prédios e comida ('More songs about buildings and food')'". No entanto, o vocalista do XTC, Andy Partridge, afirmou mais tarde, no entanto, que deu o título a Byrne.
A capa do álbum, concebida por Byrne e executada pelo artista Jimmy De Sana, apresenta um mosaico da banda. A contracapa mostra uma fotografia do território dos Estados Unidos vista do espaço.

## Lançamento
More Songs About Buildings and Food foi lançado em 14 de julho de 1978. Chegou à 29ª posição na tabela musical de álbuns pop da Billboard. O único single do álbum, "Take Me to the River", alcançou o 26º lugar na tabela musical de singles pop em 1979. O single levou o álbum ao status de disco de ouro.

## Recepção crítica
| Críticas profissionais   | Críticas profissionais |
| Avaliações da crítica    | Avaliações da crítica  |
| Fonte                    | Avaliação              |
| ------------------------ | ---------------------- |
| AllMusic                 | [ 11 ]                 |
| Chicago Tribune          | [ 12 ]                 |
| Christgau's Record Guide | A                      |
| The Guardian             | [ 14 ]                 |
| Mojo                     | [ 15 ]                 |
| Pitchfork                | 8.8/10                 |
| Uncut                    | [ 17 ]                 |

Em seu livro Christgau's Record Guide: Rock Albums of the Seventies, o crítico musical Robert Christgau escreve: "Aqui, 'os Heads' se tornam um quinteto em uma colaboração ideal entre produtor e artista – (Brian) Eno contribui e interfere o suficiente (...) Cada uma dessas canções é um prazer positivo, e em cada uma a tensão entre os voos compulsivos de Byrne e o fundo sinuoso do rock da música é o foco.
More Songs About Buildings and Food foi classificado em quarto lugar entre os melhores "Álbuns do Ano" de 1978 pelo periódico britânico NME, com "Take Me to the River" classificado no 16º lugar entre as melhores faixas do ano. Em 2003, o álbum foi classificado no 382º lugar na lista da revista Rolling Stone dos "500 Maiores Álbuns de Todos os Tempos", 384º em 2012 e 364º em 2020. Também foi classificado em 57º na lista dos "Maiores Álbuns de 1967-1987".

## Relançamento
Em 2005, o álbum foi remasterizado e relançado pela gravadora Warner Music Group em formato DualDisc com quatro faixas bônus – uma versão feita em 1977 de "Stay Hungry" e versões alternativas de "I'm Not in Love", "The Big Country" e "Thank You for Sending Me an Angel". O DVD-Audio incluía mixagens estereofônica e surround 5.1 de alta resolução, bem como uma versão Dolby Digital e vídeos da banda tocando "Found a Job" e "Warning Sign". A reedição foi produzida por Andy Zax com a participação dos Talking Heads.

## Lista de faixas
Todas as letras escritas por David Byrne, exceto as indicadas. 
| Lado um |                                       |                |         |  |
| N.º     | Título                                | Compositor(es) | Duração |  |
| 1.      | "Thank You for Sending Me an Angel"   |                | 2:11    |  |
| 2.      | "With Our Love"                       |                | 3:30    |  |
| 3.      | "The Good Thing"                      |                | 3:03    |  |
| 4.      | "Warning Sign"                        | Byrne Frantz   | 3:55    |  |
| 5.      | "The Girls Want to Be with the Girls" |                | 2:37    |  |
| 6.      | "Found a Job[a]"                      |                | 5:00    |  |

| Lado dois |                        |                   |         |  |
| N.º       | Título                 | Compositor(es)    | Duração |  |
| 1.        | "Artists Only"         | Byrne Wayne Zieve | 3:34    |  |
| 2.        | "I'm Not in Love"      |                   | 4:33    |  |
| 3.        | "Stay Hungry"          | Byrne Frantz      | 2:39    |  |
| 4.        | "Take Me to the River" | Al Green          | 5:00    |  |
| 5.        | "The Big Country"      |                   | 5:30    |  |

| Faixas bônus – Reedição de 2005 |                                                                            |                |         |  |
| N.º                             | Título                                                                     | Compositor(es) | Duração |  |
| 1.                              | "Stay Hungry" (Versão de 1977)                                             | Byrne Frantz   | 3:45    |  |
| 2.                              | "I'm Not in Love" (Versão alternativa)                                     |                | 5:15    |  |
| 3.                              | "The Big Country" (Versão alternativa)                                     |                | 5:01    |  |
| 4.                              | "Thank You for Sending Me an Angel" (Versão alternativa – "Country Angel") |                | 2:12    |  |

Nota
- ↑[a]  – Mixada no Mediasound Studios por Brian Eno e Ed Stasium

## Ficha técnica
Talking Heads

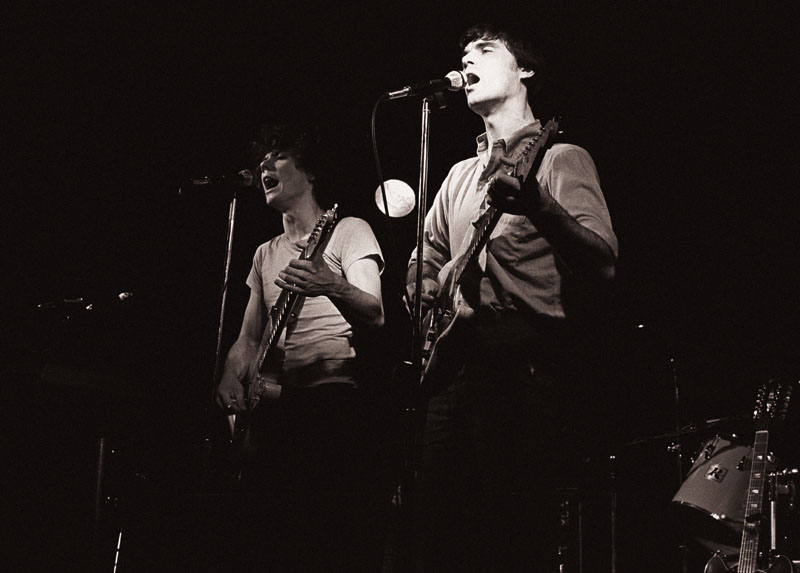
Harrison (à direita) e Byrne (à esquerda) apresentando-se em Minneapolis, Agosto de 1978.

- David Byrne – vocais principais, guitarras
- Chris Frantz – bateria, percussão
- Jerry Harrison – vocais de apoio, teclados, guitarras
- Tina Weymouth – baixo elétrico

Músicos adicionais
- Brian Eno – teclados, guitarras, percussão, vocais de apoio
- "Tina and the Typing Pool" – vocais de apoio (em "The Good Thing")

Produção sonora
- Brian Eno – produção
- Benji Armbrister – engenharia de áudio

- Rhett Davies – engenharia de áudio, mixagem
- Joe Gastwirt – masterização
- Ed Stasium – mixagem (em "Found a Job")

## Posição nas tabelas musicais
| Paradas (1978–1979)            | Melhor posição |
| ------------------------------ | -------------- |
| Canadá (RPM)                   | 42             |
| Nova Zelândia (RMNZ)           | 4              |
| Reino Unido (OCC)              | 21             |
| Estados Unidos (Billboard 200) | 29             |